# George Miller (politicus)
George Miller III (Richmond (Californië), 17 mei 1945) is een Amerikaans politicus voor de Democratische Partij. Van 1975 tot 2013 vertegenwoordigde hij het 7e congresdistrict van zijn thuisstaat Californië in het Huis van Afgevaardigden, en van 2013 tot zijn pensionering in 2015 was hij afgevaardigde voor het 11e congresdistrict van Californië. Miller was van 2007 tot 2010 voorzitter van de commissie Onderwijs en Arbeid
Miller was lid van de Congressional Progressive Caucus, de grootste fractie binnen de Democratische Partij. Daarnaast was Miller lid van twee caucuses voor natuurbehoud.